# Enrique Vera
Enrique Daniel Vera Torres (Asunción, Central, Paraguay; 10 de marzo de 1979), más conocido como Rambert Vera, es un exfutbolista y entrenador paraguayo nacionalizado ecuatoriano. Actualmente dirige a Tacuary FC de la Segunda División de Paraguay. Se desempeñaba como mediocampista y representó a la selección paraguaya en la Copa Mundial de la FIFA 2010, donde el equipo llegó a las fases decisivas del torneo. Asimismo, integró el plantel que fue subcampeón en la Copa América 2011. Con Liga de Quito, Vera conquistó la Copa Libertadores en 2008, en una histórica final disputada en Río de Janeiro, Brasil. Al año siguiente, en 2009, ganó la Recopa Sudamericana en Quito, Ecuador, y también la Copa Sudamericana, nuevamente en Río de Janeiro.

## Trayectoria como jugador

### Inicios
Enrique Vera nació en el Barrio Santísima Trinidad de la capital Asunción, a escasos 50 metros de la sede del Club Sportivo Trinidense "Triqui", donde jugó algunos años, pero no en primera división, sino en inferiores para luego buscar mejores horizontes en el Independiente de Campo Grande. En 1999 jugó en un modesto club del Barrio la Chacarita llamado Resistencia, de la Segunda División. Su posición habitual es la de volante de contención pero gracias a su velocidad, resistencia y coraje ha sido utilizado por sus entrenadores también como volante ofensivo por las bandas. 
Luego, en el año 2000 pasó a jugar en Sol de América, en donde estuvo hasta finales del año 2002. En el 2003 ficha por Sportivo Iteño, y permanece ahí durante una temporada. Curiosamente, nunca pasó por la Primera División de Paraguay.

### Ecuador
En el 2004 emigra a Ecuador, país que le abrió las puertas a un humilde jugador para que demuestre su fútbol y admirable espíritu de lucha. Llegó para fichar por el Aucas de la ciudad de Quito. Aparentemente, se sintió muy a gusto el paraguayo en su nuevo hogar por lo cual decidió quedarse para más tarde, en el 2005, jugar para el Olmedo. En el segundo semestre militó en la Universidad Católica de Quito.
En 2006 ficha por Liga, que en aquel año era dirigido técnicamente por el peruano Juan Carlos Oblitas. En esa temporada era suplente debido a que en su puesto se destacaban Patricio Urrutia (jugador de selección) y el jugador de la Selección ecuatoriana, Alfonso Obregón. No obstante, Vera comúnmente ingresaba los segundos tiempos. En ese año Liga llegó hasta cuartos de final de la Copa Libertadores.
En el 2007 pasó a ser titular, jugando al lado de Patricio Urrutia. En aquel año, fue utilizado por el DT, Edgardo Bauza, como volante de marca, pero ante la falta de volantes creativos de nivel en el equipo, fue improvisado también en esa función. En dicha posición le marcó un gran gol a River Plate por la Copa Libertadores. Sin embargo, en esa edición Liga quedó eliminada en la fase de grupos. Tras esto, volvió a jugar como volante de marca y se transformó en uno de los pilares fundamentales del equipo por el carácter que ponía en el terreno de juego. En ese año 2007, sale campeón del Torneo ecuatoriano con el cuadro albo, siendo una de sus principales figuras. También en ese mismo año, debido a su gran rendimiento, se rumoraba por ahí que lo querían nacionalizar ecuatoriano para que juegue en la selección de Ecuador. En ese mismo tiempo, Paraguay hizo lo suyo para no perder a su compatriota, fue convocado por primera vez a la selección de Paraguay por el DT Gerardo Martino, en donde se convirtió en pieza clave del conjunto que además llegó a liderar, durante gran parte, las eliminatorias sudamericanas del Mundial 2010.
En el 2008, luego de haber realizado una gran temporada el año anterior, en el que fue elegido mejor jugador del campeonato ecuatoriano, había sido pretendido fuertemente por el Libertad de su país natal. La dirigencia de Liga anunció que "era difícil retenerlo pero tenía un contrato vigente". El jugador parecía amenazar al cuadro quiteño con no regresar ya que quería jugar en el equipo paraguayo, pero tenía que respetar su contrato que lo ligaba a la institución. Ante tal situación, Vera regresó a Ecuador y se presentó a los entrenamientos con una semana de retraso por lo cual fue multado, pero finalmente todo quedó solucionado. A pesar de los inconvenientes suscitados, continuó la temporada siendo titular en la mediacancha de Liga y fue así como, mostrando un gran nivel para la recuperación y distribución del balón sobre la base de un impresionante despliegue físico, tocó el cielo con las manos al conquistar la tan anhelada Copa Libertadores de América, luego de dejar en el camino a duros adversarios tales como los argentinos Estudiantes de La Plata y San Lorenzo de Almagro, América de México, y en la final al Fluminense de Brasil.

### México
A pocos días de haber ganado la Copa, Liga recibió una importante oferta del América mexicano por Enrique, a pedido del propio entrenador del equipo, Ramón Díaz. La dirigencia de Liga de Quito, decidió que no podía rechazarla y fue transferido en julio.
En abril de 2009, Vera fue separado del primer equipo del América y enviado, por tiempo indefinido, al de Socio Águila FC (filial), debido a que cometió un grave acto de indisciplina cuando fue sustituido por su entrenador Jesús Ramírez durante un partido por la 15.ª jornada del Torneo Clausura. Días después, Enrique pidió disculpas por su reacción y declaró que acataría lo que la directiva disponga.

### Vuelta a Liga de Quito
Tras dicho incidente, el club argentino Boca Juniors se mostró interesado en contar con sus servicios para reforzar al equipo a partir de la tercera fase de la Copa Libertadores, e incluso mantuvo contactos con el jugador. Sin embargo, las tratativas con el América no llegaron a un punto en común y no se produjo el traspaso. 
Finalmente, en junio de 2009 se desvincula del conjunto mexicano para retornar a Liga.
Antes de cumplirse el primer mes de reincorporado, Vera obtiene un título internacional más junto al cuadro quiteño: la Recopa Sudamericana. En los dos partidos frente al Internacional de Brasil, su actuación fue importante para la consagración, especialmente en el juego de vuelta en el que aportó en la parte ofensiva una asistencia y un gol, para un triunfo de 3-0. En el primero, jugado en Porto Alegre y que igualmente lo ganó su equipo por 1-0, su trabajo se enfocó más en la recuperación y salida rápida.
Poco tiempo después, Vera de nuevo cumple una destacada presentación al ser el autor de los dos goles de su equipo (ambos con golpe de cabeza) ante el Real Madrid de España, el cual sin embargo ganó por 4-2 como local en el estadio Santiago Bernabéu, en partido correspondiente al grupo B de la Copa de la Paz 2009, un certamen amistoso con fines benéficos. Además su desempeño no se limitó al par de conquistas puesto que en la mitad de la cancha desplegó su habitual entrega para la recuperación y construcción de avances.
A poco de culminar el año, Enrique se consagró campeón de un torneo internacional por segunda vez durante el mismo semestre, siendo ese el tercero de su carrera y todos conseguidos con la Liga que en aquella ocasión ganó la Copa Sudamericana 2009 derrotando en las finales, una vez más, al Fluminense de Río de Janeiro.

### Breve paso por México y vuelta a Ecuador
En mayo de 2010, Vera concretó su retorno al fútbol mexicano al fichar por el Atlas.
En diciembre de 2010, se concretó su salida de Atlas, y pocos días después confirmó su regreso por tercera ocasión a Liga en donde estaría vinculado por 3 temporadas.

### Graves lesiones y retirada deportiva
En septiembre del 2011, durante el partido de la segunda fase de la Copa Sudamericana 2011 ante Trujillanos de Venezuela, Vera sufrió una grave lesión por rotura de ligamentos de la rodilla que le impidió jugar el resto de 2011.
El 31 de marzo de 2012, en el partido contra El Nacional sufrió nuevamente la rotura de ligamentos de la rodilla esta lesión terminó con su año deportivo, en enero de 2013 se reincorporó a la actividad futbolística con Liga. 
El 11 de diciembre de 2016 anuncia que no seguirá en Liga Deportiva Universitaria de Quito defendió dicha camiseta en 292 partidos de los cuales triunfo en 143 ocasiones anotando un total de 19 goles.

## Selección nacional
Debutó con la selección de fútbol de Paraguay el 26 de marzo de 2007, en un amistoso frente a México en Monterrey. Sobre la base de su buen rendimiento en el mediocampo albirrojo, se convirtió en uno de los jugadores más importantes del equipo conducido por Gerardo Martino que se clasificó para disputar el Mundial de Sudáfrica 2010, aquella selección logró llegar por primera vez en su historia a instancias de cuartos de finales.
En dicho torneo, Enrique anotó su primer gol en un partido oficial para la selección (antes lo había hecho sólo en amistosos) durante la segunda jornada del Grupo F del Mundial de Sudáfrica, ante Eslovaquia. Además fue elegido mejor jugador del encuentro.

### Goles en la selección
| Goles con la selección de Paraguay | Goles con la selección de Paraguay | Goles con la selección de Paraguay | Goles con la selección de Paraguay | Goles con la selección de Paraguay | Goles con la selección de Paraguay | Goles con la selección de Paraguay | Goles con la selección de Paraguay | Goles con la selección de Paraguay |
| Resultados                         | Resultados                         | Resultados                         | Resultados                         | Lugar                              | Estadio                            | Fecha                              | Tipo                               | Goles                              |
| ---------------------------------- | ---------------------------------- | ---------------------------------- | ---------------------------------- | ---------------------------------- | ---------------------------------- | ---------------------------------- | ---------------------------------- | ---------------------------------- |
| Paraguay                           | 1                                  | 0                                  | Omán                               | Mascate                            | Sultan Qaboos Sports Complex       | 19 de noviembre de 2008            | Amistoso                           | 1 gol                              |
| Paraguay                           | 2                                  | 0                                  | Grecia                             | Winterthur                         | Estadio FC Winterthur              | 2 de junio de 2010                 | Amistoso                           | 1 gol                              |
| Paraguay                           | 2                                  | 0                                  | Eslovaquia                         | Bloemfontein                       | Estadio Free State                 | 20 de junio de 2010                | Copa del Mundo 2010                | 1 gol                              |
| Paraguay                           | 2                                  | 0                                  | Costa Rica                         | Asunción                           | Defensores del Chaco               | 11 de agosto de 2010               | Amistoso                           | 1 gol                              |

Para un total de 4 goles.

### Participaciones en Copas del Mundo
| Mundial              | Sede      | Resultado        | PJ | Goles |
| -------------------- | --------- | ---------------- | -- | ----- |
| Copa Mundial de 2010 | Sudáfrica | Cuartos de final | 5  | 1     |

## Clubes

### Como jugador
| Club                 | País     | Año       |
| -------------------- | -------- | --------- |
| Sportivo Trinidense  | Paraguay | 1997      |
| Resistencia          | Paraguay | 1998-1999 |
| Sol de América       | Paraguay | 2000-2002 |
| Independiente (CG)   | Paraguay | 2002      |
| Alianza Atlético     | Perú     | 2003      |
| Aucas                | Ecuador  | 2004      |
| Universidad Católica | Ecuador  | 2005      |
| Olmedo               | Ecuador  | 2005      |
| Liga de Quito        | Ecuador  | 2006-2008 |
| América              | México   | 2008-2009 |
| Liga de Quito        | Ecuador  | 2009-2010 |
| Atlas                | México   | 2010      |
| Liga de Quito        | Ecuador  | 2011-2016 |
| Sportivo Luqueño     | Paraguay | 2017      |
| América de Quito     | Ecuador  | 2017      |
| Club General Díaz    | Paraguay | 2022      |

### Como entrenador
| Club       | País     | Año       |
| ---------- | -------- | --------- |
| Tacuary FC | Paraguay | 2024-act. |

## Palmarés

### Como jugador

#### Títulos nacionales
| Título                 | Club          | País    | Año  |
| ---------------------- | ------------- | ------- | ---- |
| Campeonato Ecuatoriano | Liga de Quito | Ecuador | 2007 |

#### Títulos internacionales
| Título              | Club          | Sede           | Año  |
| ------------------- | ------------- | -------------- | ---- |
| Copa Libertadores   | Liga de Quito | Río de Janeiro | 2008 |
| Recopa Sudamericana | Liga de Quito | Quito          | 2009 |
| Copa Sudamericana   | Liga de Quito | Río de Janeiro | 2009 |

#### Distinciones individuales
| Distinción             | Otorgada por                             | Año  |
| ---------------------- | ---------------------------------------- | ---- |
| Jugador del partido    | Budweiser                                | 2010 |
| Condecoración Especial | Presidencia de la República del Paraguay | 2010 |